# Andrea Lehmann (Malerin)
Andrea Lehmann (* 1975 in Düsseldorf) ist eine deutsche Malerin. Ihre Werke beinhalten Elemente des Hyperrealismus, der Neoromantik und des Manga.

## Leben
Lehmann besuchte 1995 die Kunstakademie Düsseldorf, die sie 2002 mit einem Akademiebrief (Diploma) abschloss. Hier war sie Meisterschülerin des Rektors der Akademie Markus Lüpertz. Die Freunde und Förderer der Kunstakademie Düsseldorf ermöglichten ihr 2001 ein Reisestipendium. 2012 erhielt sie von der Bonner Stiftung Kunstfonds eine Katalogförderung. Lehmann lebt und arbeitet in Düsseldorf.

## Werke (Auswahl)
- Eingang, 2016
- Körperwärme, 2015
- Schwere Frau, 2014
- Mimas, 2013
- Poseidon, 2012
- 1000 Jahre warten, 2011
- Bechertrick, 2011
- Horsetears, 2010
- Geburtstagsmännchen + Carlos Castanette, 2010
- Fieberfrau, 2009
- Frau mit Katze basteln, 2008
- Binärer Code, 2007
- Hard Ware Separation, 2006
- Diamantenkopfalien, 2005
- Zimmer3 (Nasenblut), 2004
- Tot mit Ratten, 2002

## Ausstellungen
Seit 2000 beschickt Lehmann Einzel- und Gruppenausstellungen in Deutschland. Darüber hinaus stellte sie u. a. in London (Saatchi Gallery), Prag (Kulturministerium, 2005) und Miami (Rubell Family Collection, 2005) aus.

## Rezeption
Das „Magazin für Kunst und Leben“ Monopol schrieb 2009:

„Andrea Lehmann entwirft düstere Innenräume als phantasmagorisch aufgeladene Schauplätze modernen Forscherdrangs und erweckt ihre Protagonisten darin zu einem Leben, in dem alles gemalt ist.“

Johanna Tewes bemerkte 2010:

„Andrea Lehmann ist eine zeitgenössische Malerin, deren dynamische Kunstwerke furiose Parallelwelten zeigen. Sie verwendet Versatzstücke aus historischen, mythologischen und trivialen sowie populärkulturellen und alltagsästhetischen Referenzsystemen, um in spannungsgeladenen Szenen malerische Tradition auf Hyperrealismus und Neoromantik auf Manga treffen zu lassen.“